# Wyomingi Egyetem
A Wyomingi Egyetem (angolul: University of Wyoming, UW) állami fenntartású felsőoktatási intézmény az Amerikai Egyesült Államok Wyoming államában Laramie városában; emellett kilenc regionális központban és online is zajlik oktatás. 1886 márciusában, négy évvel Wyoming USA-tagállammá válása előtt alapították és 1887 szeptemberében nyílt meg. Székhelyét a wyomingi alkotmányban rögzítették.
Hét tagfőiskolából áll, 120-féle képzést kínál (a telephelyek legalább 41-félét). A Carnegie-osztályozás szerinti besorolása „R1: Doktori képzés – nagyon magas tudományos tevékenység”.

## Campus

### Főépület
Az 1886. szeptember 27-ei alapkőletételen a „Domi Habuit Unde Disceret” (Nem kell elmennie ottonról a tanuláshoz vagy Volt otthona, ahol tanulhatott) idézetet vésték; az oktatás 42 hallgatóval 1887-ben indult. A következő évtizedben a főépületben tantermek, irodák és könyvtár működött. A környékbeli bányákból származó alapanyagokból épült létesítmény meghatározta a jövőbeli épületek stílusát (a közeli épületek homlokzata szintén homokkőből van). Monumentálisnak tervezett tornya az egyetem középpontját mutatta.
1916-ban veszélyessége miatt a tornyot lebontották. 1936-ban az auditórium alapterületét csökkentették, 1949-ben pedig a kültéri lépcsőkkel együtt elbontották. A létesítmény keleti bejárata fölé ekkor vésték az Old Main elnevezést, ekkortól itt található a rektori hivatal és a szenátusi tanácsterem is.

### Prexy legelője
A Prexy legelője az adminisztrációs és tantermi épületek által közrefogott központi tér, ami nevét onnan kapta, hogy egykor a „prexy” becenevű rektor állattartás céljára jelölte ki. Nevet hivatalosan Arthur G. Crane regnálása alatt kapott. Ismert még a területet átszövő járdákról.
Az egyetem megnyitásakor valóban legelő volt; a Corbett Sportpálya 1922-es átadásáig az amerikaifutball-mérkőzéseket itt játszották. Az igények változásával 1924-ben átalakították, 1949-ben pedig szúrós lucokat és havasi törpefenyőket telepítettek. 1965 februárjában a szenátus egy tudományos központ építéséről döntött, amit a tervekkel egyet nem értő Harold F. Newton elnök kiszivárogtatott a sajtónak. A felháborodás miatt új helyszínt választottak és a területet csak törvényhozási engedéllyel lehetett átalakítani. 1983-ban az intézmény századik évfordulója alkalmából felállították Robert Russin oktató „A Wyomingi Egyetem családja” című szobrát.
2004 nyarán a már 1966-ban és 1991-ben is tervezett átalakítás részeként felbontották a körben keresztülhaladó aszfaltburkolatot és helyette csillagirányban betonjárdákat alakítottak ki; emellett új világítótesteket is telepítettek. A sarkokban a Vedauwoo-ra emlékeztető sziklákat helyeztek el. 2015-ben itt állították ki a Sculpture: A Wyoming Invitational kiállítás műveit, emellett rendszeresen szerveznek grillezést és az őszi üdvözlőnapokat is itt tartják.

### Diákszövetség

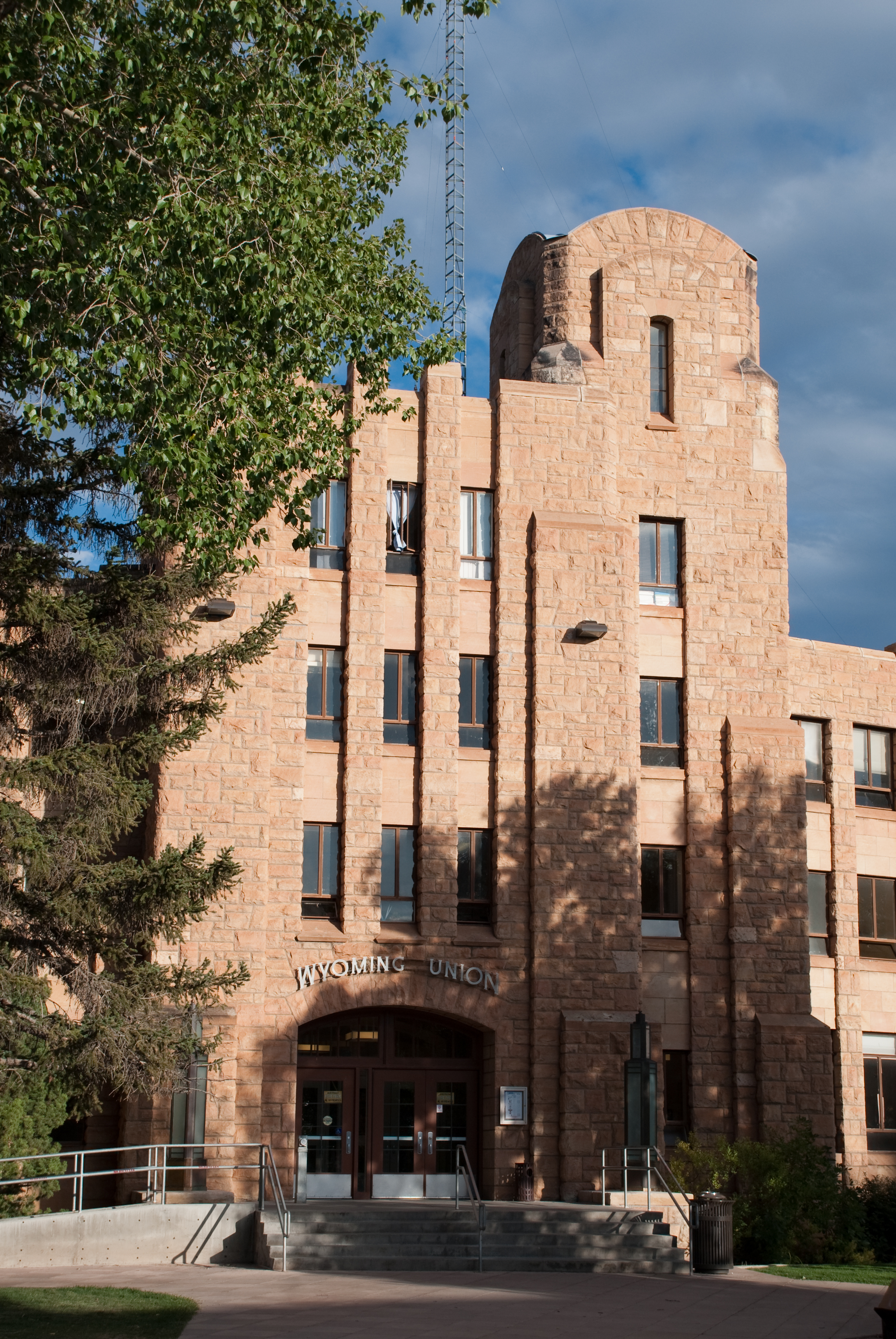
A diákszövetség nyugati bejárata

1937 szeptemberében a közmunkahivatal 149 250 dollár hitelt biztosított az egyetem számára. Az 1938. március 3-ai alapkőletételt követő építkezésen számos hallgató is részt vett; 25-öt kővágónak képeztek ki. Bál- és játéktermet, a hallgatói önkormányzat irodáit, valamint könyvesboltot alakítottak ki.
1960 januárjában bővítették a báltermet és az étkezőt, valamint folyosókat alakítottak ki. 1973-ban ételudvar létesült, 2000-ben pedig az épületet modernizálták.

### Ross épület
Az 1959-ben átadott létesítmény kezdetben lánykollégiumként, majd 1975-től irodaépületként üzemelt. A Prexy legelőjének déli részén elhelyezkedő épület névadója Nellie Tayloe Ross, Wyoming első női kormányzója; a beltérben található sárgaréz emléktáblája. 2000-ben a harmadik emeleten alakították ki a Wyomingi Sajtószövetség dicsőségcsarnokát, 2014-ben pedig a földszinten kávézó nyílt.

### Half Acre Gym
Az 1925-ben megnyílt Half Acre Gym kezdetben a Nemzeti Gárda fegyverraktáraként, illetve a sportcsarnok átadásáig az egyetemi sportcsapatok otthonaként szolgált. Az állam százezer dolláros támogatásával új épületek (például könyvtár) nyíltak, valamint felújították a Hoyt kollégiumot. Nevét eredeti mérete miatt (fél angol hold; körülbelül négyezer négyzetméter) kapta.
2012-ben 27 milliós felújítást jelentettek be; a 2013–2014-ben zajló projekt keretében a Groathouse Construction két szakaszban átépítette a két szárnyat; a létesítmény a munkálatok alatt is nyitva tartott. Lifteket, raketballpályákat, mászófalat és új öltözőket is kialakítottak.

### Coe Könyvtár
Az eredetileg az Old Mainben elhelyezkedő, háromszáz könyves gyűjteményt 1923-ban az újonnan megnyílt Aven Nelson épületbe költöztették. Az 1950-es évek létszámnövekedése és az akadémiai előrelépés miatt a szenátus önálló létesítményről döntött, azonban ezt 1951-ben a törvényhozás elutasította. 1954-ben William Robertson Coe filantróp 750 ezer dollárt adományozott, amit a szenátus „az amerikai örökségre fordított valaha volt legnagyobb hozzájárulásnak” neveztek. A Coe-ról elnevezett létesítmény megépítését 1955-ben az állam másfél millió dollárral támogatta.
A könyvtárat Eliot és Clinton Hitchcock (az Aven Nelson épület tervezőjének gyermekei), illetve a Porter and Porter iroda tervezte. Az akkoriban népszerű moduláris kialakítással a lehető legnagyobb hatásfokkal kívánták a teret hasznosítani; kilencszázezer könyv és kilencszáz ülőhely fért el. Az 1956. májusi alapkőletételt követően a munkálatok 1958-ig tartottak. A Kellogg and Kellogg tervezte, 1979-ben kialakított állványzat a könyvkapacitást duplájára növelte. 2009. november 19-én megnyílt a Hinthorne Mott Architects által tervezett, 8780 négyzetméteres keleti szárny. Az ötvenmilliós információtechnológiai beruházás keretében átadott új épületrészben húsz tanulószobát és 180 számítógépes munkaállomást alakítottak ki, valamint elhelyezték James Surls műalkotásait.

### Tantermi épület
Az 1975-ben 1,75 millió dollárért létesült tantermi épület tervezői W. Eliot és Clinton A. Hitchcock; kialakítása a George Duke Humphrey Tudományos Központ központi helyszínévé teszi. A beltéren található négy darab, egyenként 200 négyzetméteres mozaikok a szemközti közteret ábrázolják; ezeket James Boyle, Joseph Deaderick, Richard Evans és Victor Flech oktatók tervezték.
A 2007-ben befejeződött 14,7 milliós beruházás keretében az előadók székezése szellősebb, asztalaik nagyobbak lettek, emellett a létesítményt klimatizálták. Az épület eredeti elrendezése (például a körkörös kialakítás és a mozaikok) megmaradt.

### Berry Biodiverzitás-megőrzési Központ
A 2012-ben átadott épület névadói a finanszírozó Robert és Carol Betty. A tizenötmillió dolláros létesítmény 3700 négyzetméteres; három szintjén előadótermek és laboratóriumok (például izotópos) találhatóak, emellett a gerincesek múzeuma mellett itt működik az állam természetidiverzitás-adatbázisa. A tetőn kertet alakítottak ki.

### Lakhatás
Az egyetemnek négy kollégiuma (Orr, White, Downey és McIntyre) és négy apartmanháza van; az elsőévesek szinte mindegyikének kötelező kollégistának lennie. A kollégiumokat a Washakie étkező köti össze. Minden kollégiumot valamely jelentős oktatóról nevezték el: a Downey névadója June Downey pszichiáter, a White-é Laura Amanda White történész, a McIntyre-é Clara Frances McIntyre író, az Orré pedig Harriet Knight Orr történész és igazgató. Utóbbi létesítmény 2005–2006-ban jelentős modernizáción esett át.
A négy apartmanházba (River Village, Bison Run, Landmark és Spanish Walk) a felsőbb éveseket jelentkezési sorrendben sorolják be. A North és South kollégiumokat 2026-ban adják át.

### Múzeumok

#### American Heritage Center
A Centennial komplexumban található American Heritage Center a térség legnagyobb nem kormányzati levéltára. Az 1945-ben alapított 2500 köbméteres gyűjteményben kéziratok, fotók és egyéb művészeti alkotások is megtalálhatók. Az állam mellett a régió történetét is feldolgozza: a 18. századtól gyűjti a nők szavazati jogával kapcsolatos, illetve a vasút-, légi és bányaipari dokumentumokat. Jelentős színház- és tévéműsor-gyűjteményt tart fenn, emellett újságírók és zeneszerzők munkásságát is feldolgozza.

#### Művészeti múzeum
A szintén az Antoine Predock által tervezett Centennial komplexumban fekvő művészeti múzeum amerikai és európai festményeket, rajzokat és szobrokat, a japán ukijo-e stílusban készült nyomatokat, indiai és perzsa miniatűröket, 20. századi és kortárs fotókat, valamint húsvét-szigeteki és észak-afrikai leleteket gyűjt. Jelentős alkotói között vannak Thomas Hart Benton, Ralston Crawford és Aristide Maillol is. Az Antoine Predock által tervezett és 1993-ban megnyílt létesítmény a világ minden tájáról származó utazó kiállításoknak is otthont ad.
A Jogi Főiskolával együttműködve vizsgálják a Native American Graves Protection and Repatriation Act jogosságát és az őslakosok maradványainak exhumálásával kapcsolatos jogi kérdéseket.

#### Földtani múzeum

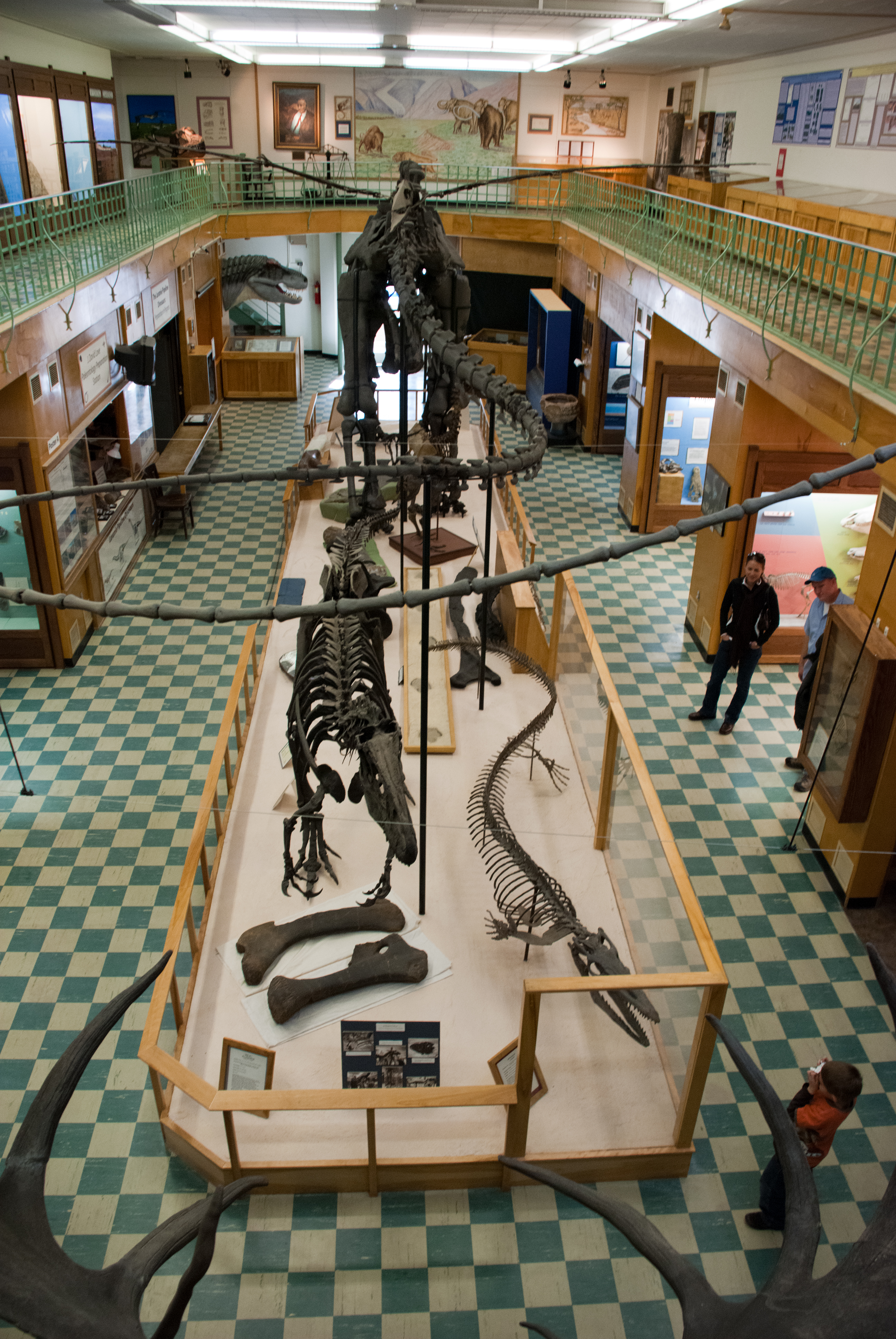
Földtani múzeum

A földtani múzeum a Wyoming történetében fontos leleteket és ásványokat gyűjti. Az egyetem megalapításakor J. D. Conley oktató magángyűjteménye volt; 1893-ban kurátora Wilbur Knight lett, majd 1902-ben a Tudományos épületbe költözött és bővült. 1956-ban Knight fia, Samuel Howell Knight a gyűjteményt országosan is ismertté tette; számos ma is látható festményt és leletet (például a bejáratnál látható, rézből készült Tyrannosaurus-csontváz) ő szerzett be.
Legismertebb tárgya a „Big Al” néven becézett Allosaurus-csontváz, ami a BBC The Ballad of Big Al műsorában is szerepelt; a múzeumot a National Geographic Channel és a CNN is bemutatta. 2009. június 30-án forráskivonás miatt bezárták; ezután működtetésére pénzügyi alapot hoztak létre. Felújításokat követően 2013. január 12-én nyílt újra; a belépés továbbra is ingyenes volt.

#### Régészeti múzeum
A Régészeti Tanszék által fenntartott múzeum a 12. és Lewis utcák sarkán fekvő Régészeti épületben található. A három szinten elterülő gyűjteményen a kezdeti emberek mellett bivaly- és mamutleletek vannak kiállítva.

#### Rovarmúzeum
A Mezőgazdasági épületben található rovarmúzeumban preparált példányok mellett élő állatok is láthatók, valamint interaktív kiállításuk is van.

## Oktatás
Az intézmény 11 főiskolából és intézetből áll:
- Egészségtudományi Főiskola
- Jogi Főiskola
- Mezőgazdasági, Élettudományi és Természeti Erőforrások Főiskola
- Mérnöki és Fizikatudományi Főiskola
- Művészeti és Tudományos Főiskola
- Tanárképző Főiskola
- Tehetséggondozó Főiskola
- Üzleti Főiskola
- Energia-erőforrások Intézete
- Huab Környezetvédelmi és Természeti Erőforrások Intézete
- Számítástudományi Intézet

A mezőgazdasági főiskola terepgyakorlatokat biztosít és állatokat nevel. Az üzleti főiskolát az AACSB akkreditálta; évente több mint száz ösztöndíjat ítélnek oda. A mérnöki főiskola nemzetközi és földtudományi kutatási lehetőségeket biztosít. Az egészségtudományi főiskolán a hallgatók tanácsadáson vehetnek részt.
A művészeti és tudományos főiskola több mint ötven major- és hatvan minorszakot, valamint hét interdiszciplináris képzést kínál. A természettudományi képzések Wyomingra, míg a politikai és szociológiai szakok a nemzetközi színtérre koncentrálnak. Neltje Doubleday Kings 2010-es adományából művészeti központot hoztak létre. A fejlett olajtechnológiákra szakosodott EOR Intézet célja a kockázatcsökkentés és a technológia fejlesztése. A 2006-ban létrehozott SER célja az energetikai képzés fejlesztése.
A tanárképző főiskola két intézetből (tanácsadói és tanárképző) áll; szakképzéseket és az állami oktatásszabványosítási bizottság által elismert képzést is indítanak. Több állami közoktatási intézménnyel is partnerkapcsolatban áll, emellett saját gyakorló általános iskolája van. A tanácsadói intézet végzős hallgatói pszichiáteri felügyelet mellett bárki számára ingyenes tanácsadást nyújtanak. A Haub intézet a természeti erőforrásokkal foglalkozó szakembereket készíti fel a lobbizásra és a sajtótevékenységre. 2016-ban bejelentették, hogy főiskolává alakul.
A Jogi Főiskolát 1923-ban akkreditálta az Amerikai Ügyvédi Kamara. Az energia- és környezetjogra szakosodott intézmény egykori hallgatói között több kormányzó és szenátor is van. A hallgatók gyakorlatukat a Brimmer Központban végezhetik.
2017 májusában a tehetséggondozást önálló főiskolává szervezték, amihez dékánt kellett keresniük.

### Külkapcsolatok
A Külkapcsolati Intézeten keresztül a főiskolák és tanszékek 41-féle képzést kínálnak online és levelező formában hazai és külföldi hallgatók számára is; 2014 tavaszán a hallgatók 23,6%-a így tanult. Wyoming államban kilenc külkapcsolati regionális központ van, ezek mindegyike oktatási koordinátort és hallgatói tanácsadót alkalmaz. A casperi telephelyet a Casperi Főiskolával közösen tartják fenn; ez alap-, mester- és doktori képzések mellett szakképzéseket és tanúsítványt adó szakokat is kínál. A hallgatói mobilitást a Nemzetközi Programiroda biztosítja.
A Wyoming Public Media három rádióadója az állam 90%-át fedi le, emellett online is hallgatható és a National Public Radio híreit továbbító szolgáltatása is van. A távoktatás műszaki támogatását a Külkapcsolati Műszaki Szolgálat segíti. A Külkapcsolati Intézet felel a szombati és nyári egyetemért, valamint a januári minikurzusokért is.

## Hallgatói élet
| Országos                 | Országos |
| ------------------------ | -------- |
| Forbes                   | 189      |
| U.S. News & World Report | 220      |
| Washington Monthly       | 81       |
| WSJ/College Pulse        | 245      |
| Globális                 |          |
| ARWU                     | 701–800  |
| QS                       | 801–1000 |
| THE                      | 601–800  |
| U.S. News & World Report | 822      |

A létesítmények ökológiai lábnyomának csökkentéséért a campus fenntarthatósági bizottsága felel; az új épületeknél elvárás a LEED ezüst fokozatának való megfelelőség. 2007-ben Tom Buchanan rektor aláírta az amerikai rektorok klímanyilatkozatát; ezután az intézmény a Sustainable Endowments Institute-tól C értékelést kapott.
A diákszövetségek szinte mindegyike a campuson található köz- vagy magánépületben működik. 1997-ben szabadtéri sportprogramot hoztak létre.

## Sport
A Wyoming Cowboys and Cowgirls a Mountain West Conference tagjaként az NCAA I-es divíziójában játszik. Csapatindulójuk a Ragtime Cowboy Joe. Az egyesületnek kilenc női (bel- és kültéri atlétika, golf, kosárlabda, labdarúgás, röplabda, tenisz, terepfutás és úszás-merülés), valamint nyolc férfi (amerikai futball, bel- és kültéri atlétika, birkózás, golf, kosárlabda, terepfutás és úszás-merülés) van.

### A „fekete 14-ek”
1969 októberének közepén a Cowboys amerikaifutball-csapata veretlen volt és az AP Poll 16. helyén álltak. A Brigham Young Egyetem és a mormon egyház feltételezett rasszista szabályozása miatt az október 18-ai mérkőzés előtt Lloyd Eaton vezetőedző 14 színes bőrű játékost kirúgott; mivel 1–9-es eredményt értek el, az edzőtől az egyesület megvált. 2019-ben a Wyomingi Egyetem nyilvánosan elnézést kért és a még élő érintetteket meghívta a campusra.

## Fordítás
- Ez a szócikk részben vagy egészben  az   University of Wyoming című angol Wikipédia-szócikk ezen változatának fordításán alapul.  Az eredeti cikk szerkesztőit annak laptörténete sorolja fel. Ez a jelzés csupán a megfogalmazás eredetét és a szerzői jogokat jelzi, nem szolgál a cikkben szereplő információk forrásmegjelöléseként.